# Paralía (ort i Grekland, Västra Grekland)
Paralía (Paralia) är en ort i Grekland.   Den ligger i prefekturen Nomós Achaḯas och regionen Västra Grekland, i den centrala delen av landet, 180 km väster om huvudstaden Aten. Paralía ligger 18 meter över havet och antalet invånare är 6 336.
Terrängen runt Paralía är varierad. Havet är nära Paralía åt nordväst. Runt Paralía är det ganska tätbefolkat, med 86 invånare per kvadratkilometer. Närmaste större samhälle är Patras, 5,8 km nordost om Paralía. Trakten runt Paralía består till största delen av jordbruksmark.